# 許國明
許國明，電影導演、編劇，前澳門電台（兼職）音樂節目主持，iCentre電影製作課程導師。

## 簡歷
許國明，人稱小鳥，英文名Vincent，1970年生於澳門，1992年畢業於澳門大學，因在大學最後一年參與一個電視廣告拍攝功課而開始對影視創作產生興趣，之後在澳門賽馬會影視傳播部任職製作助理，1993年12月開始在澳門電台擔任兼職節目主持，1995年轉往香港有線電視新聞台任職助理導播，也因為要離開澳門而辭去澳門電台的節目主持工作。
1997年到澳門廣播電視有限公司（澳廣視）中文台製作部任職資料搜集及撰稿，其後也重回澳門電台擔任兼職節目主持。在1998年底開始自資拍攝個人的首部短片《一把火》(Fire)，並於1999年完成，其後在同年也完成另一部短片《迷城》(Lost City)。
2000年初，許國明離開澳廣視，自組製作公司「天鳥製作室」，2001年開始拍攝個人的首部劇情長片《鎗前窗後》(Aim vs Peep)，並於2002年完成，是一部只花費了澳門幣三萬五千元製作的超低成本電影，而這部澳門電影可說是澳門有史以來第一部幕前幕後全由澳門人擔任的電影長片，及後在2006年開拍其第二部長片《夜了又破曉》(Before Dawn Cracks)，於2007年完成，並於同年分別參展「第一屆澳門國際電影及錄像展」及「第四屆香港亞洲電影節」，及於2014年在大阪港澳獨立電影展放映。《夜了又破曉》同樣是一部低成本獨立電影，當時的製作費大約是澳門幣十四萬。
於2008 年，許國明與另外四位澳門導演一起參與拍攝《堂口故事》(Macau Stories)，此片曾被澳門文化中心應邀作「亞洲電影觀景窗」開幕電影，又於2010 年「中國金雞百花電影節」的「澳門題材展」被選作開幕電影。《堂口故事》共包含五個不同社區的短篇故事，由許國明和另外四位澳門導演各自單獨執導，而許國明負責執導的短篇故事叫《紙飛機》(Paper Plane)。
許國明又於2009 年參加由台北金馬影展舉辦的金馬電影學院，僥倖地從來自世界各地華語地區的二百多名報名者中被挑選出來，成為十六名學員的其中一位，這十六名學員分別來自中國大陸、台灣、香港、澳門、新加坡、馬來西亞、緬甸、美國。
於2010年，許國明執導了短片《壹塊錢》(Just One Dollar)，此片曾於台北金馬影展及香港獨立電影節放映。
2020年由於澳門電台音樂節目時段進行節目調整、人手調動及減少人手，大部分兼職主持沒有被續約，許國明因而離開工作了二十多年的澳門電台。